# Crveni Vrh
Crveni Vrh (italsky Monte Rosso) je malá vesnice a přímořské letovisko v Chorvatsku v Istrijské župě, spadající pod opčinu města Umag. Nachází se blízko slovinských hranic, u Piranského zálivu, asi 6 km severovýchodně od Umagu. V roce 2011 zde žilo 192 obyvatel v 58 domech, což je nárůst oproti roku 2001, kdy zde žilo 173 obyvatel. Do roku 2001 patřil Crveni Vrh vesnici Valica, takže v něm nebylo prováděno sčítání obyvatel. Název znamená "červený vrch", popř. "červený kopec".
Sousedními vesnicemi jsou Murine, Savudrija, Valica a opuštěná vesnice Kanegra.